# لوئیس هنری
جسی لوئیس هنری ولتز (انگلیسی: Jessie Louise Henry Weltz؛ ‏ ۱۴ ژوئن ۱۹۱۱ – ۱۷ فوریهٔ ۱۹۶۷) بازیگر اهل ایالات متحده آمریکا بود.
از فیلم‌هایی که وی در آن‌ها نقش داشته‌است، می‌توان به دیشب را به‌خاطر داری؟ اشاره نمود.